# Miroslav Mareš (novinář)
Miroslav Mareš (* 1971 Jihlava) je český novinář.

## Život
Vystudoval jihlavské gymnázium, poté pracoval jako poradce v oblasti počítačů a působil jako novinář na volné noze. Poté se stal členem jihlavské regionální redakce MF Dnes. Věnoval se kauze Budínka, za kterou obdržel Cenu Karla Havlíčka Borovského za rok 2010. V roce 2012 byl propuštěn z MF Dnes a pracoval v jihlavském pivovaru.